# Saisa (distrito)
Saisa é um distrito do peru, departamento de Ayacucho, localizada na província de Lucanas.

## Transporte
O distrito de Saisa é servido pela seguinte rodovia:
- AY-114, que liga a cidade de Lucanas ao distrito de San Pedro [1][2][3]